# Теорема Адамара про три прямі
Теоремою Адамара про три прямі у комплексному аналізі називається твердження про поведінку голоморфних функцій у регіонах обмежених паралельними прямими на комплексній площині. Теорема названа на честь Жака Адамара.

## Твердження
Нехай f є голоморфною і обмеженою функцією в області {\displaystyle B=\{x+iy:(x,y)\in ]a,b[\times \mathbb {R} \}} і є неперервною в замиканні {\displaystyle {\overline {B}}}.
Тоді можна ввести функцію : {\displaystyle M:x\mapsto \sup _{y}|f(x+iy)|}.
Тоді {\displaystyle \ln(M(x))} є опуклою функцією на [a, b], іншими словами :
{\displaystyle \forall t\in [0,1],\ a\leqslant c<d\leqslant b,x=tc+(1-t)d}, виконується нерівність {\displaystyle M(x)\leq M(c)^{t}M(d)^{1-t}.}

## Доведення
Нижче подано доведення нерівності для a, b. Подібно можна довести твердження для довільного відрізка, що міститься у [a, b].
Введемо функцію : {\displaystyle F:z\mapsto f(z)M(a)^{\frac {z-b}{b-a}}M(b)^{\frac {z-a}{a-b}}}. Вона є голоморфною на {\displaystyle B}.
Якщо {\displaystyle z=x+iy} то
{\displaystyle |M(a)^{\frac {z-b}{b-a}}|=M(a)^{\frac {x-b}{b-a}}=M(a)^{-t},}.
де {\displaystyle t={\frac {b-x}{b-a}}.} Так само
{\displaystyle |M(b)^{\frac {z-a}{b-a}}|=M(b)^{t-1}}.
Якщо {\displaystyle z=a+iy} то з попередніх формул {\displaystyle |M(z)|=|f(z)|M(a)^{-1}\leqslant 1.}
Також, якщо {\displaystyle z=b+iy} то з попередніх формул {\displaystyle |M(z)|=|f(z)|M(b)^{-1}\leqslant 1.}
Тобто на границі області {\displaystyle B} в усіх точках {\displaystyle |M(z)|\leqslant 1.}
Якщо ця властивість виконується також в усіх точках області {\displaystyle B,} то звідси випливає
{\displaystyle \forall z=x+iy\in {\overline {B}},|f(z)|\leq M(a)^{t}M(b)^{1-t}}, де {\displaystyle t={\frac {b-x}{b-a}},} що і є твердженням теореми.
Для доведення розглянемо послідовність функцій:
{\displaystyle F_{n}(z)=F(z)e^{((z-a)/(b-a))^{2}/n}e^{-1/n}.}
Ці функції прямують до 0 якщо |z| прямує до безмежності і також |Fn| ≤ 1 на границі області {\displaystyle B.} Згідно принципу максимуму модуля звідси випливає також |Fn| ≤ 1 на всій області {\displaystyle B.}. Але {\displaystyle \lim _{n\to \infty }F_{n}(z)=F(z),\ \forall z\in {\bar {B}}.} Тому {\displaystyle F(z)\leqslant 1,\ \forall z\in {\bar {B}},} що завершує доведення.